# 天津增六
天鵝座28，又名BD+36 3907，HD 191610、SAO 69518、HR 7708，是天鵝座的一颗恒星，视星等为4.93，位于銀經73.91，銀緯2.04，其B1900.0坐标为赤經20h 5m 42.7s，赤緯+36° 2.04′ 42″。